# 韦扎塔
韋扎塔（英語：Wayzata）是一個位於美國明尼蘇達州亨內平縣的城市。

## 人口
根據2020年美國人口普查的數據，韋扎塔的面積為12.16平方千米，當中陸地面積為8.12平方千米，而水域面積為4.04平方千米。當地共有人口4434人，而人口密度為每平方千米365人。